# Тестија
Тестија је бокал (врч) у коме се у прошлости носила вода или вино. Обично се правио од глине, а понекад и од бакра или лима.
Донедавно, врч (тестија) веома се користио у домовима ради доношења воде са извора или са бунара, и заузимао је веома важно место у домовима. Једноставан је за употребу, лак за преношење. Одржавао је воду и вино свежим за свакодневну употребу.